# 3874 Stuart
3874 Stuart eller 1986 TJ1 är en asteroid i huvudbältet som upptäcktes den 4 oktober 1986 av den amerikanske astronomen Edward L.G. Bowell vid Anderson Mesa Station. Den är uppkallad efter den amerikanske astronomen Stuart E. Jones.
Asteroiden har en diameter på ungefär 8 kilometer.